# Klosters kyrka

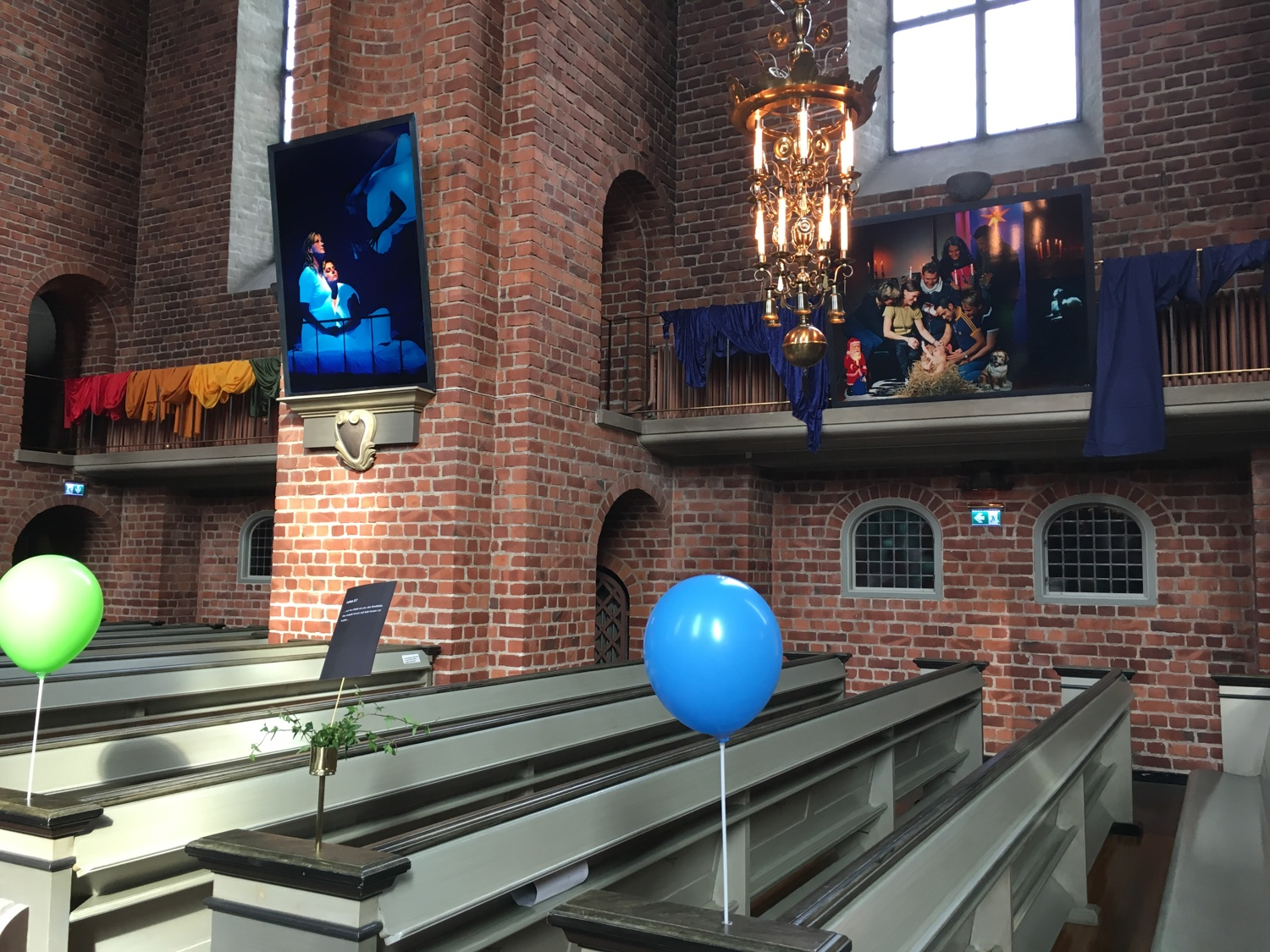
Bild från Klosters kyrka under Springpride 2016, visar två verk ur Ecce homo-utställningen.

Klosters kyrka, populärt kallad Kloster, är en kyrkobyggnad i S:t Johannes församling som invigdes 9 maj 1929.  Den är församlingens största och näst äldsta kyrka. Kyrkan ligger centralt belägen i Eskilstuna vid korsning Västergatan/Strandgatan vid Eskilstunaån.

## Kyrkobyggnaden
Kyrkan är en långhusanläggning och är uppförd efter ritningar av arkitekt Otar Hökerberg. Kyrkan ligger norr om stadskärnan på motsatta sidan om ån med tre huvudportar mot söder i det dubbelkrönta tornhuset. Huvarna är kopparklädda och takfallen tegeltäckta över mörkröda fasadtegelmurar. Byggnaden står i sin helhet som ett konsekvent murningshantverk med ribbvalvslagna tak. Sidogångarna, innanför separata vapenhus med trappor till läktarna, går genom de kraftiga konterforpelarna och bildar en rundad koromgång. Väster om koret en tornprydd utbyggnad med entré från en bilficka vid Västergatan, genomfartsleden över bron. Utbyggnaden innehåller även dopkapell och sakristia. Mittemot på östsidan en likadan sidoentré som dessutom har motsvarigheter i både östra och västra vapenhuset. Interiören är helt i rött fasadtegel med slammade valvkupor. Fasta bänkkvarter av målat trä med volutformade bänkgavlar. Glasmålningar av Yngve Lundström.
Vid en extra kyrkostämma i Eskilstuna, i Klosters och Fors församlingar, beslöts den 9 augusti 1924 om byggandet av en ny kyrka i stadsdelen Norr. Ritningarna till kyrkan överensstämde i stora delar med ett ritningsförslag från 1922 av arkitekten Otar Hökerberg. Byggmästare var Olof Neuman, Eskilstuna. Kyrkan är byggd i tegel från Lina tegelbruk i Södertälje och invigdes den 9 maj 1929.

## Inventarier

### Interiör
Över huvudportalen finns en skulptur föreställande S:t Eskil. Ingångsdörren till kyrkan flankeras av mässingstavlor av apostlarna Paulus och Petrus.

### Altaret
I kyrkan leder en bred trappa upp till altaret, som pryds av en altartavla som föreställer "Herdarnas tillbedjan". Det gamla altaret står högt, och breda trappor av kalksten leder upp från långhuset. Altartavlan, signerad år 1600, är målad av den flamländske mästaren Martin de Vos. Tavlan var en gåva av friherrinnan Elsie Åkerlund, född Stenman. På var sida om altaret står två förgyllda skulpturer, som symboliserar "Kärleken" och "Tron", utförda i gips av skulptören Carl Fagerberg. Även modellen till triumfkrucifixet är gjord av Carl Fagerberg och det är skuret i trä av skulptören Albert Helldén, Hällbybrunn. Nedanför trapporna finns sedan 1986 ett mindre altare som numera används vid de flesta gudstjänster. Altaruppsatsen är, liksom hela kyrkans inredning, hållen i tidstypisk gråmarmorerad 1900-talsbarock.

## Predikstolen
Predikstolen, liksom altare, orgelfasad, bänkar och övriga träarbeten, har utförts av Nordiska Kompaniets verkstäder i Nyköping efter arkitekt Otar Hökerbergs ritningar.

## Koret
I koret är tre fönster uppsatta, dekorerade med kyrkliga symboler. I mitten finns lammet med korsfanan och "Lagens tavlor" samt "Snäckan" och "Kalken", som syns i sidofönstren. Mitt emot predikstolen finns ett astronomiskt ur, som framställer Zodiakens (djurkretsens) tolv stjärnbilder och som utgör en symbol för världsaltet. "Det astronomiska uret" utfört av Bernhard Linder, Stockholm, efter arkitekt Otar Hökerbergs ritningar.

## Dopkapellet
En bred öppning leder in till dopkapellet mellan predikstol och altare. Dopkapellet är hållet i färgerna vitt och blått i kontrast till kyrkan i övrigt. Glasmålningen i fönstret föreställer "Andens duva över Dopets brunn". Dopfunten är av gotländsk sandsten. På dopfuntens lock syns en liten kyrka, som vill peka på dopets innebörd.

## Kyrkorummet
Kyrkan är en långhusanläggning helt i tegel med höga valv av 22 meters höjd. Hela kyrkans inredning är hållen i en gråmarmorerad färgton, typiskt för 1900-talets barockinspirerade stil.

## Bilder

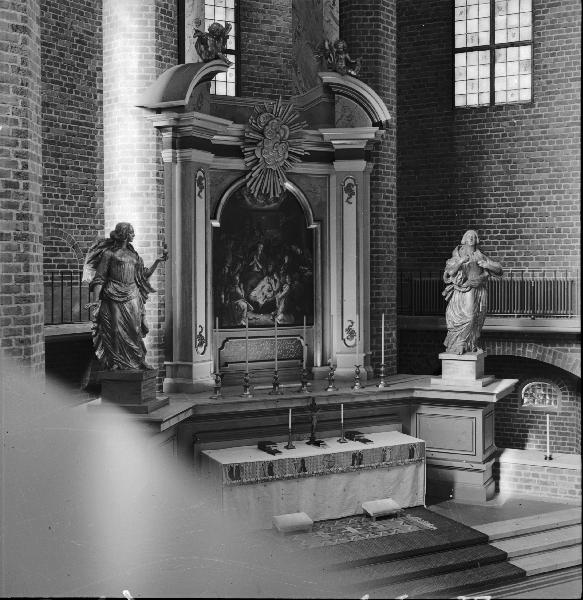
De förgyllda gipsfigurerna föreställer "Kärleken" och "Tron" på var sida om altartavlan är skulpterade av Carl Fagerberg. Foto av kulturhistorikern Ivar Schnell, Kulturmiljöbild (KMB), Riksantikvarieämbetet.
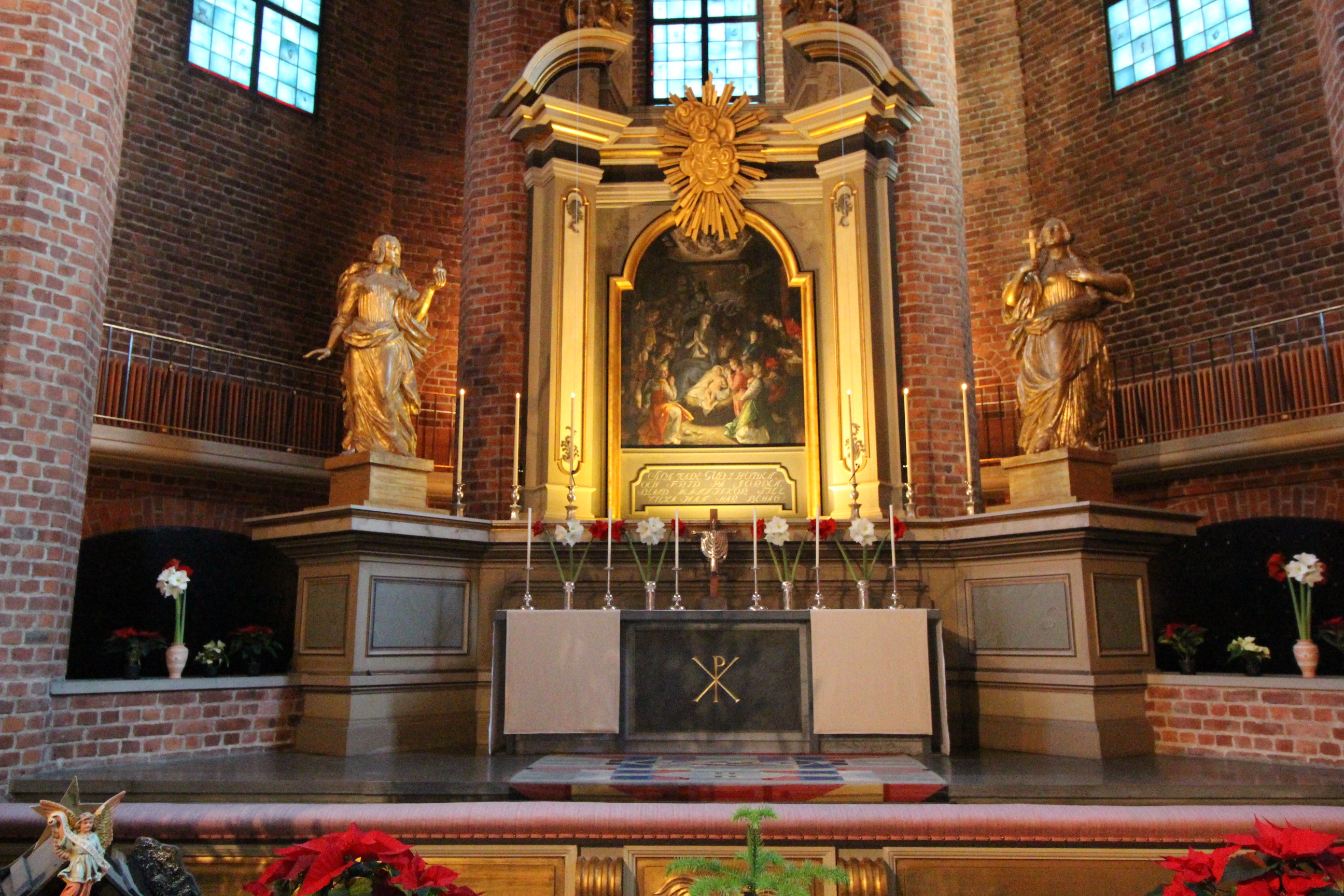
Altartavlan är ett 1600-talsverk av den flamländske mästaren Martin de Vos och föreställer "Herdarnas tillbedjan". De förgyllda gipsfigurerna på var sin sida om altartavlan föreställer "Kärleken" och "Tron" och är skulpterade av Carl Fagerberg.
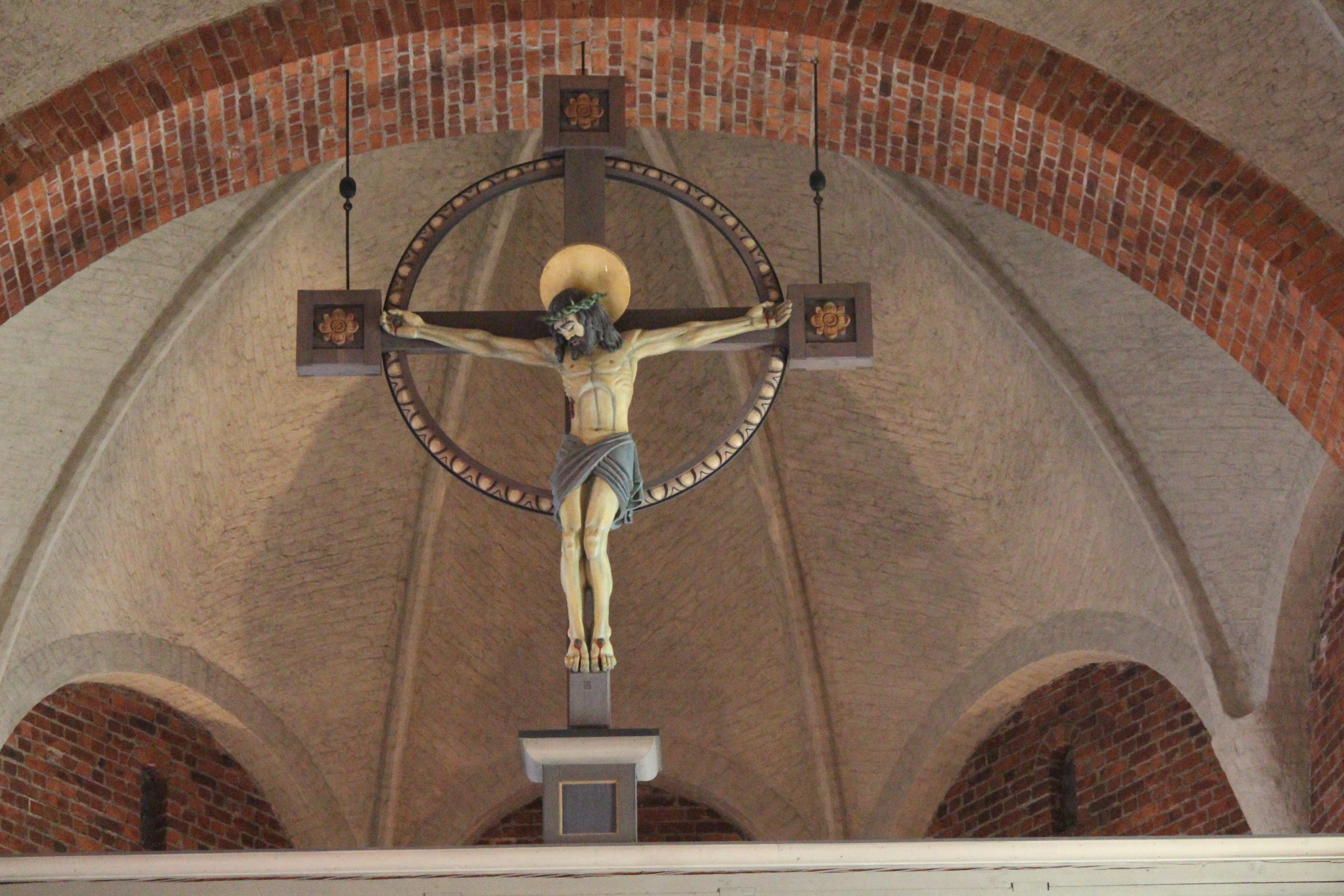
Triumfkrucifixet. Modellen är gjord av Carl Fagerberg och den är skuren i trä av Albert Helldén.
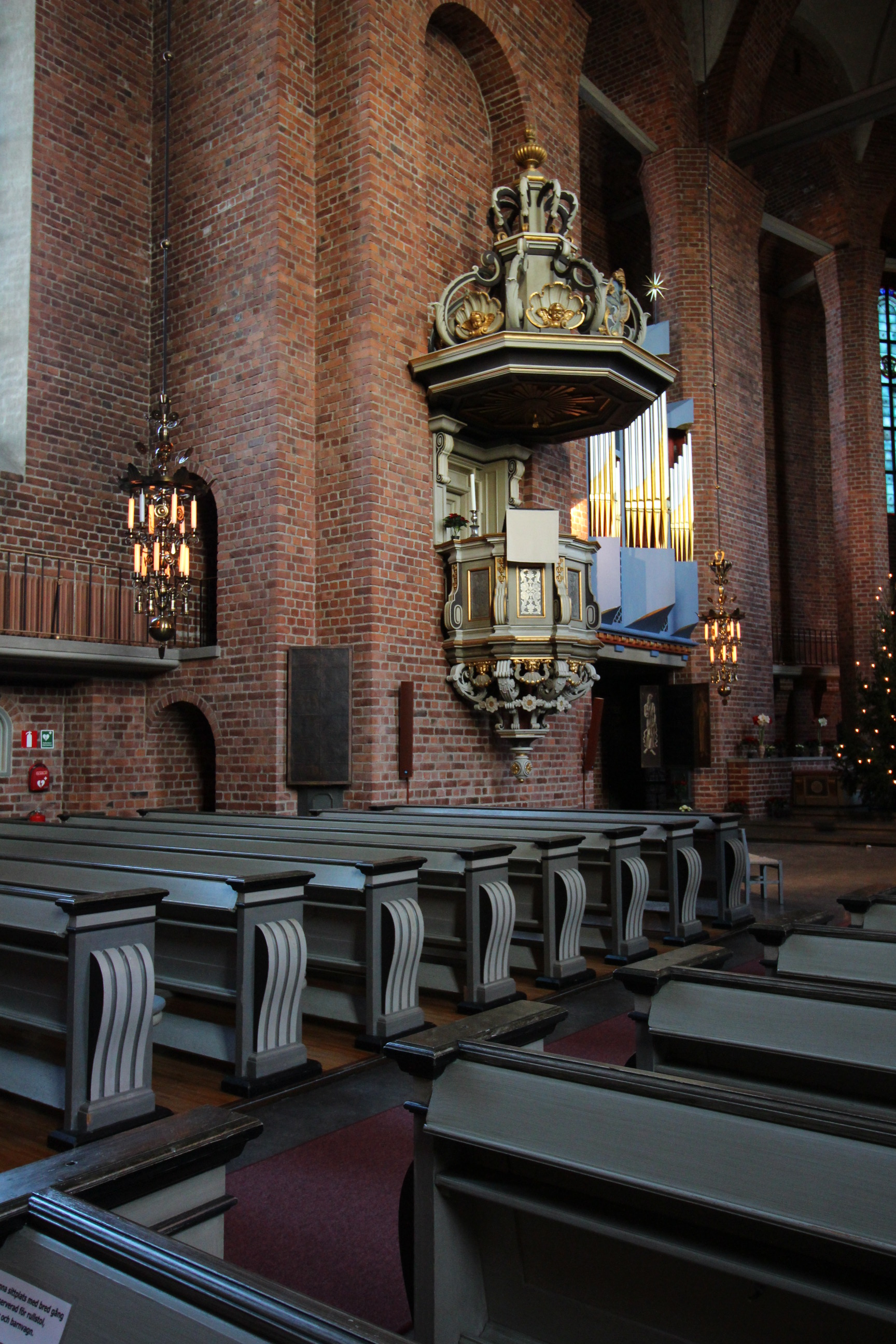
Predikstol och bänkar.
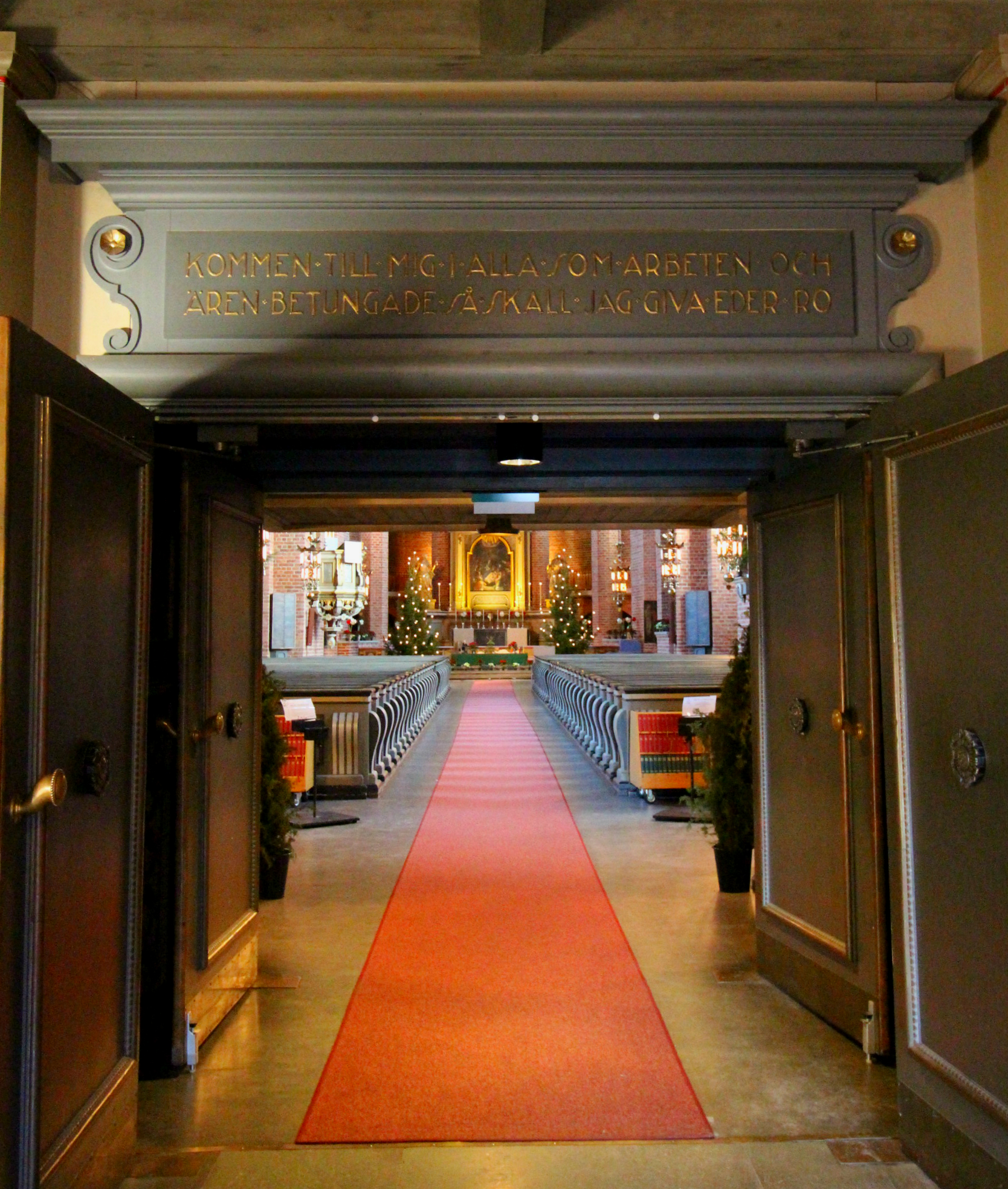
Över ingången till det stora kyrkorummet finns minnesspråket "Kommen till mig I alle som arbeten och ären betungade."

## Vapenhus och tornrum

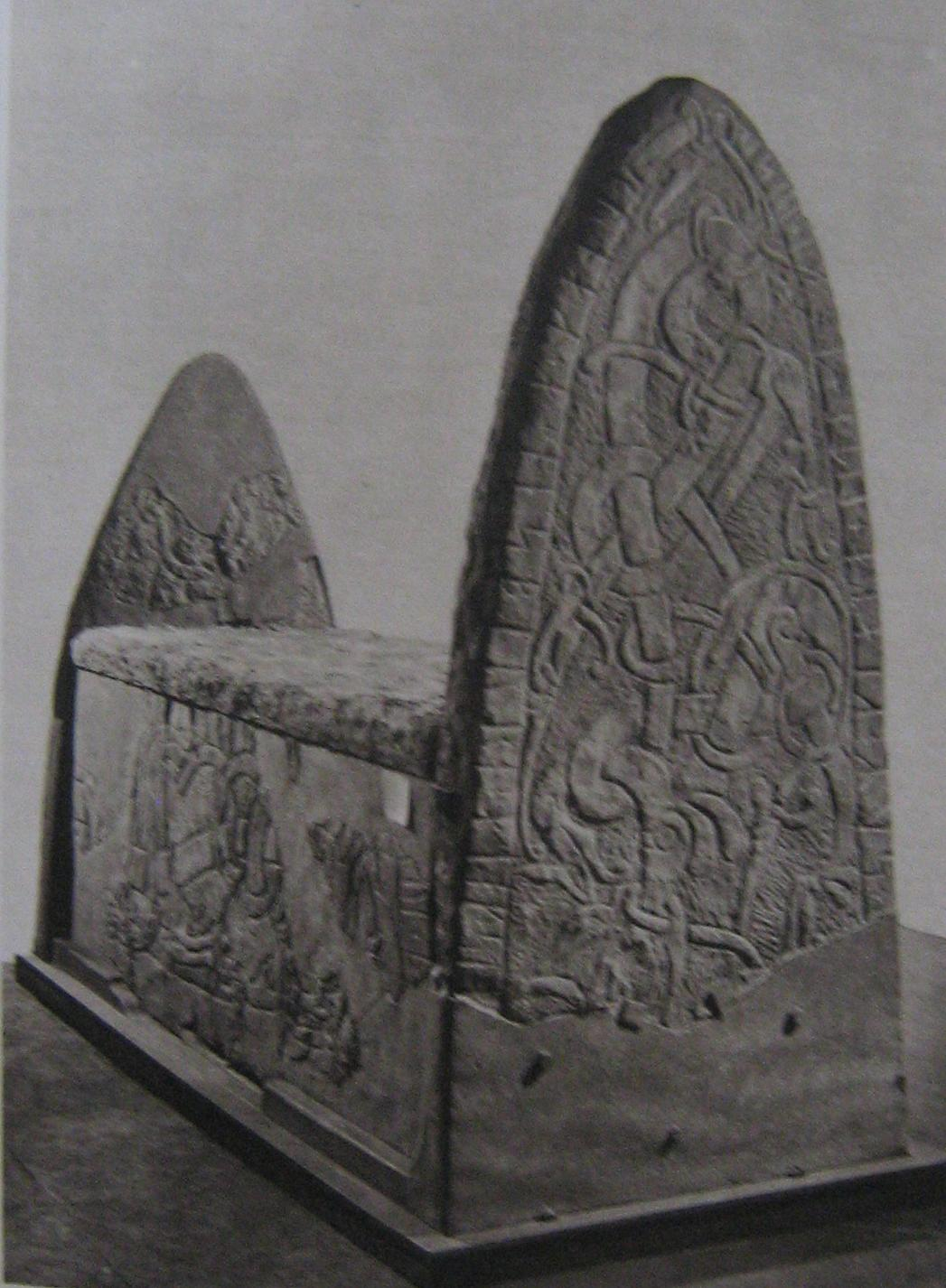
Runristad Eskilstunakista (Sö 356), påträffad vid arkeologiska undersökningar i Eskilstuna 1912. Gravkistan, som dateras till 1000-talets andra hälft är utförd av stenhuggaren Näsbjörn och runristaren Tove. Eskilstunakistan finns idag på Statens historiska museum.

Innanför kyrkporten möts man av en skulptur, som föreställer S:t Eskil. Den är skuren i ek av skulptören Arvid Backlund, Stockholm. Den är placerad ovanför smidesjärndörrarna som leder in till vapenhuset. På ömse sidor om vapenhuset finns sidorum, där trappor leder upp till orgelläktaren. Arkitekten gav rummen olika karaktär. Det högra sidorummet har väggar i dämpad gråaktig färg. Där kunde de sörjande vid begravningar samlas. Här finns också en modell av Eskilstunakistan uppställd. Den vänstra kammaren, som har en varm röd färg, lämpar sig för brudpar och bröllopsgäster. Över ingången till det stora kyrkorummet finns minnesspråket "Kommen till mig I alle som arbeten och ären betungade."

## Orgeln
- Orgeln är byggdes till invigningen av kyrkan 1929 av Åkerman & Lund, Sundbybergs stad med 3 manualer och 44 stämmor. Den omändrades av samma firma 1952. Orgeln är pneumatisk med rooseweltlådor. Den har tre fria kombinationer, registersvällare och automatisk pedalväxling. Tonomfånget är 58/30. Orgeln står nu bakom 1973 års orgel. Den är för närvarande inte spelbar, planer finns dock, p.g.a. orgelns stora kulturhistoriska värde, att iståndsätta orgeln.

| Huvudverk I     | Svällverk II        | Svällverk III       | Pedal         | Koppel      |
| Principal 16´   | Principal 8'        | Gedackt 16'         | Principal 16' | I/P         |
| Principal 8´    | Flûte harmonique 8' | Bassetthorn 8'      | Subbas 16'    | II/P        |
| Dubbelflöjt 8'  | Gedackt 8'          | Rörflöjt 8'         | Ekobas 16'    | III/P       |
| Oktava 4'       | Oktava 4'           | Salicional 8'       | Oktavbas 8'   | II/I        |
| Flöjt 4'        | Gemshorn 4'         | Voix celeste 8'     | Gedackt 8'    | III/I       |
| Kvintadena 4'   | Flageolett 2'       | Principal 4'        | Oktava 4'     | III/II      |
| Oktava 2'       | Kvinta 1 1/3'       | Flûte octaviante 4' | Bachflöjt 2'  | I 4'/I      |
| Kvartian 2 chor | Sesquialtera 2 chor | Nasard 2 2/3'       | Mixtur 6 chor | II 4'/I     |
| Mixtur 6-8 chor | Scharf 4 chor       | Waldflöjt 2'        | Basun 16'     | III 16'/I   |
| Trumpet 16'     | Rankett 16'         | Ters 1 3/5'         |               | III 16'/III |
| Trumpet 8'      | Skalmeja 8'         | Mixtur 6 chor       |               |             |
| Trumpet 4'      | Treumlant           | Corno 8'            |               |             |
|                 | Crescendosvällare   | Tremulant           |               |             |
|                 |                     | Crescendosvällare   |               |             |

- Kyrkans andra huvudorgel är från 1973, och byggdes av A. Magnusson Orgelbyggeri AB med 4 manualer och 50 stämmor. Den är placerad på västläktaren över ingången. Orgeln är mekanisk och har flera tusen setzerkombinationer.

| Bröstverk I         | Huvudverk II     | Öververk III        | Svällverk IV        | Pedal                | Koppel |
| Gedackt 8'          | Principal 16'    | Gedackt 8'          | Spetsgedackt 16'    | Principal 16'        | II/P   |
| Rörflöjt 4'         | Oktava 8'        | Kvintadena 8'       | Rörflöjt 8'         | Subbas 16'           | III/P  |
| Principal 2'        | Koppelflöjt 8'   | Principal 4'        | Salicional 8'       | Kvinta 10 2/3'       | IV/P   |
| Kvinta 1 1/3'       | Oktava 4'        | Gedacktflöjt 4'     | Voix Céleste 8'     | Oktava 8'            | I/II   |
| Terscymbel 2-3 chor | Traversflöjt 4'  | Waldflöjt 2'        | Principal 4'        | Gedackt 8'           | III/II |
| Trumpetregal 16'    | Oktava 2'        | Sifflöjt 1 1/3'     | Spetsflöjt 4'       | Koralbas 4'          | IV/II  |
| Skalmejregal 4'     | Cornett 1-4 chor | Sesquialtera 2 chor | Nasard 2 2/3'       | Nachthorn 2'         |        |
| Tremulant           | Mixtur 5-6 chor  | Scharff 3-4 chor    | Oktava 2'           | Rauschkvint 4-5 chor |        |
|                     | Trumpet 16'      | Krumhorn 8'         | Ters 1 3/5'         | Basun 16'            |        |
|                     | Trumpet 8'       | Tremulant           | Hålflöjt 1'         | Trumpet 8'           |        |
|                     |                  |                     | Hintersatz 4-5 chor | Clairon 4'           |        |
|                     |                  |                     | Fagott 16'          |                      |        |
|                     |                  |                     | Hautbois 8'         |                      |        |
|                     |                  |                     | Tremulant           |                      |        |
|                     |                  |                     | Crescendosvällare   |                      |        |

### Kororglar
- Orgeln placerad nära koret
- 2004 Påbörjad av  Walter Thür och efter dennes död färdigställd av medarbetaren Martin Hausner.

| Man I. Huvudverk C-a3 | Man II. Svällverk C-a3  | Pedal C-f1    | Koppel              |
| --------------------- | ----------------------- | ------------- | ------------------- |
| Borduna 16'           | Basetthorn 8'           | Subbas 32'    | II/I                |
| Principal 8'          | Rörflöjt 8'             | Principal 16' | II/P                |
| Flûte harmonique 8'   | Salicional 8'           | Subbas 16'    | I/P                 |
| Borduna 8'            | Voix céleste 8'         | Oktavbas 8'   | II 16'/II           |
| Gamba 8'              | Principal 4'            | Borduna 8'    | II 16'/I            |
| Oktava 4'             | Flûte octaviante 4'     | Oktava 4'     | II 4'/II            |
| Flöjt 4'              | Kvinta 2 2/3'           | Basun 16'     | II 4'/I             |
| Oktava 2'             | Flöjt 2'                | Trumpet 8'    | I 4'/I              |
| Mixtur IV-V           | Ters 1 3/5'             | Clairon 4'    |                     |
| Trumpet 8'            | Cymbel III              |               | Cymbelstjärna       |
| Klarinett 8'          | Bombarde 16'            |               | Registersvällare    |
| Tremulant             | Trompette harmonique 8' |               | Setzerkombinationer |
|                       | Oboe 8'                 |               |                     |
|                       | Tremulant               |               |                     |

- Kororgeln är byggd 1964 av Grönlunds Orgelbyggeri, Gammelstad. Orgeln är mekanisk.

| Manual              | Pedal      | Koppel   |  |
| Gedackt 8’          | Subbas 16’ | Man/Ped. |  |
| Principal 4’        |            |          |  |
| Gedackt 4'          |            |          |  |
| Blockflöjt 2’       |            |          |  |
| Scharf 3 chor       |            |          |  |
| Trumpetregal 8' B/D |            |          |  |

- I koret finns en romantisk orgel byggd 2004 av Walter Thür Orgelbyggen.

## Dekorationerna
Bakom orgeln syns konstnären Yngve Lundströms färgsprakande S:t Eskilsfönster som visar fjorton scener ur legenden om S:t Eskils liv. 
Kyrkan äger en ansenlig uppsättning av kyrkliga textilier. Dessutom finns kyrksilver från olika epoker. Under sjuttio- och åttiotalet införskaffades fler förnämliga alster av silversmeden Anders Eriksson bl.a. altarkrucifix, dopljusstake, processionskrucifix, ljusstakar, vaser och nattvardssilver. 